# U 137

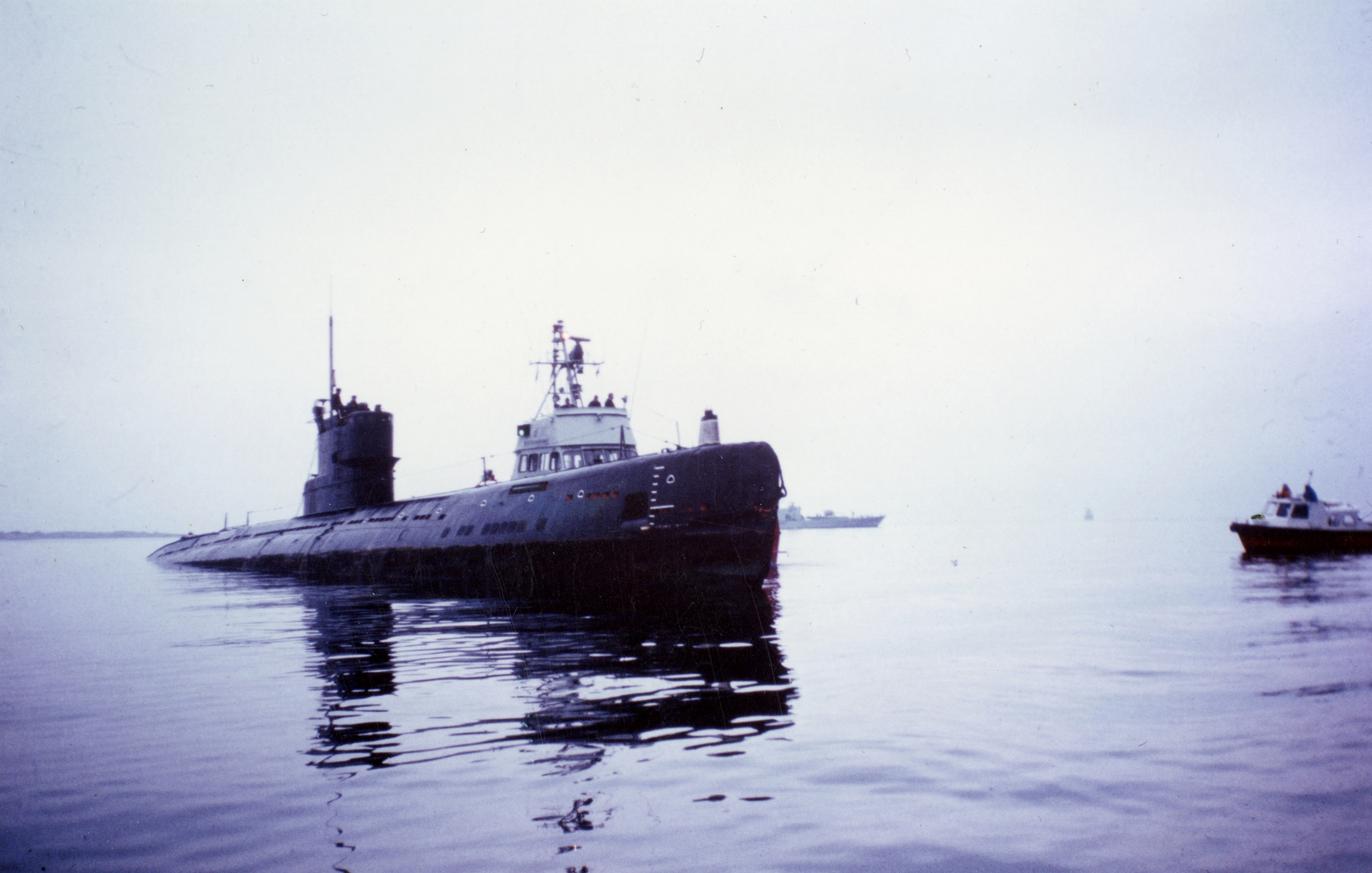
U 137 grundstött vid Torhamnaskär.

U 137 (sovjetisk beteckning S-363) var en sovjetisk ubåt av Whiskey-klass sjösatt 1956. Fartyget gick den 27 oktober 1981 på grund på Torhamnaskär i Blekinge skärgård. Händelsen utgjorde en kränkning av svenskt territorialvatten och skedde i anslutning till ett militärt skyddsområde vilket medförde en av Sveriges största säkerhetspolitiska kriser under kalla kriget. 
Kränkningen anses ha varit medveten och ett led i illegala aktiviteter mot Sverige, en slutsats som bland annat förts fram av 1995 års ubåtskommission. Vid tidpunkten för händelsen sågs grundstötningen som ett bevis för en sovjetisk undervattensverksamhet i svenska farvatten.

## Händelseförloppet
Tisdagskvällen den 27 oktober 1981 bedrev svenska marinen försök med en ny ubåtsjaktstorped, Torped 42, utanför Karlskrona skärgård. Ubåten Neptun och två helikoptrar deltog. Kvällen var stilla och ljud hördes långt över vattnet. Sikten var god. Några ovidkommande fartyg syntes inte till.
Vid 20-tiden samma kväll gick den sovjetiska ubåten U 137 på grund vid Torhamnaskär i Gåsefjärden, cirka en mil sydost om Karlskrona. Då man inte lyckas ta sig av grundet med hjälp av ubåtens dieselmotorer, klättrade några ur besättningen, däribland befälhavaren, upp i tornet. Endast 30–40 meter från ubåten skymtade en liten ö och 100 meter längre bort syntes en större ö. Man försökte återigen ta sig av grundet, man körde motorerna på högvarv men ingenting hjälpte. Öbor på öarna runt omkring hörde motorbullret men man kunde inte se någonting i mörkret. De flesta antog att det rörde sig om en marinövning i närheten, och man gick och lade sig för natten.
Tidigt på morgonen onsdagen den 28 oktober begav sig två fiskare, Ingvar Svensson och Bertil Sturkman, ut från Sturkö för att vittja nät. De upptäckte att vattenytan var täckt av en tunn oljefilm. De två fiskarna återvände till Sturkö och Svensson gick hem medan Sturkman återigen gav sig iväg med båten för att ta upp några egna krokar. Strax före klockan tio på förmiddagen gjorde Sturkman upptäckten: halvvägs uppkörd på grundet vid Torhamnaskär stod en ubåt. Den var svart och hade ingen beteckning. I tornet kunde han se tre, fyra män som tittade åt hans håll med kikare. De siktade med k-pistar mot hans fiskebåt när han kom nära. Han noterade en flagga med en stjärna men då flaggan inte alls överensstämde med Sovjetunionens flagga konstaterade han endast att det såg ut att röra sig om en utländsk ubåt, troligen från öst, och han vände och åkte hem igen. Väl hemma tog han kontakt med grannen Ingvar Svensson som ringde regementet i Karlskrona som först inte trodde honom men man lovade att undersöka saken. Först två timmar senare hade marinen folk på plats i Gåsefjärden.
Vedettbåten Smyge satte fart mot den angivna platsen. Man hade inga större förhoppningar att finna någon grundstött ubåt, men man var ändå tvungen att kontrollera uppgifterna. Efter en timmes båtfärd ankom man till platsen, och mycket riktigt: det stod en främmande ubåt på grundet. Fyra man stod i ubåtens torn och spanade mot dem genom kikare. Bakom dem kunde man ana en man med ett automatvapen hängande över axeln. I tornets topp vajade den sovjetiska örlogsflaggan. Insatschefen kommendörkapten Karl Andersson, som befann sig ombord på Smyge, tog kontakt med sin chef och de beslutade gemensamt att man skulle gå upp jämsides med ubåten. Man lade sig på styrbordssidan.
Vid 11-tiden klättrade Andersson över till ubåten. Han försökte konversera på engelska men ingen verkade förstå vad han sa. Då han försökte med tyska steg en ur besättningen fram. Karl Andersson presenterades för ubåtens befälhavare. Han sa sig vara kommendör av tredje graden och att han hette Anatolij Michailovitj Gusjtjin (Анатолий Михайлович Гущин). Under samtalets gång kom det fram att de kom från Baltijsk och att de fått fel på radiopejlen, gyrokompassen och navigationssystemet (rysk motsvarighet till Decca) vilket sades vara orsaken till att man navigerat fel och hamnat mitt i den svenska skärgården. Dessutom fungerade ekolodet dåligt. Befälhavaren ville även ha kontakt med den sovjetiske konsuln i Sverige. Andersson fick sedan komma ned till manöverrummet och äta en enkel måltid.
Polisen och kustbevakningen kallades till platsen liksom fler örlogsfartyg däribland 1a röjdykardivisionen med fartygen M18, M20, M21, M25 samt M26 . Man slog en järnring runt ubåten och man förtöjde ett av kustbevakningens fartyg vid ubåten. Vid 10:30 ringde den ene fiskaren till Kvällsposten i Malmö och berättade om ubåten. Journalisten Sven-Olof Gunnarsson fick bekräftelse från örlogsbasen och tidningen fick med uppgiften i den sista upplagan. Klockan 12:28 gick TT ut med en flash och vid 12:40 gick nyheten ut i lunchekot i Sveriges Radio. Strax före klockan 12:00 ringde ÖB Lennart Ljung till statsminister Thorbjörn Fälldin och berättade om ubåten. Klockan 17:10 höll kommendör Lennart Forsman och kommendörkapten Karl Andersson den första presskonferensen. De hade dock inget besked att ge medierna angående hur man skulle handla gentemot ubåtsbesättningen och fartyget.

### Sovjet agerar
Genom Sovjetunionens ambassadör, Michail Jakovlev, tog Sovjet kontakt med Sveriges utrikesminister, Ola Ullsten, och begärde att sovjetiska örlogsfartyg skulle få gå in i skyddsområdet och bärga ubåten. Denna begäran avslogs. Försvarsstaben i Stockholm meddelade att Sverige skulle bärga ubåten och att tidpunkten för detta kom att avgöras av överbefälhavaren. På kvällen tilläts U 137 att via kortvågsradio ta kontakt med sin hemmabas, en kommunikation som avlyssnades noga av svensk militär. Trots utrikesministerns nej begav sig ett ubåtsbärgningsfartyg, eskorterat av två stora och tio mindre sovjetiska örlogsfartyg, mot Sverige. Bevakningen av den svenska tolvmilsgränsen skärptes, och även på land skärptes bevakningen. Exempelvis drogs permissioner in, och man flög flera jägarförband till Karlskrona och stationerade dem på ön Östra Hästholmen. Genom att sätta upp stora strålkastare som riktades mot ubåten hade man full uppsikt över närområdet. Under natten konstaterade dykare från 1a röjdykardivisionen att bromsspåren på botten var mycket långa. Ubåten stod ordentligt fast .
Natten till den 29 oktober hade nyheten om den grundstötta ubåten nått hela världen, och klockan nio denna dag fick journalisterna följa med ut till U 137 för att med egna ögon se den. De fick komma riktigt nära ubåten, ibland var de endast ett par meter ifrån. Plötsligt kom ett Viggen-plan flygande mot dem. Det passerade på några hundra meters höjd för att vid nästa förbiflygning befinna sig på endast 25–30 meters höjd. Manövern upprepades ett par gånger, och det hela handlade om en styrkedemonstration. Från att i början ha ignorerat pressbåten tappade så småningom ett av befälen i ubåtens torn tålamodet och visade tydligt att han inte ville ha dem där. Klockan 10:45 upptäckte en av marinens helikoptrar ytterligare en främmande ubåt vid Utklippan, men innan man hann göra någonting hade ubåten försvunnit, och trots ett stort spaningspådrag återfanns den aldrig. Vid middagstid den 29 oktober upptäcktes på svenskt vatten innanför Utklippan en sovjetisk högsjöbogserare som höll kurs mot Gåsefjärden. Den svenska ubåten Neptun skickade först ut prejningssignaler och försökte sedan lägga sig i vägen, men bogserbåten väjde undan och fortsatte färden in mot U 137. Ubåten Neptun försökte genskjuta den och fartyget vek av västerut mot Karlshamn. Neptun jagade efter men hann inte ifatt den snabbare bogserbåten. Till slut fick Neptun order att vända om och bogserbåten kunde obehindrad återvända till den sovjetiska styrkan. För att försvåra fritagningsförsök ankrades ett trängfartyg, före detta isbrytaren Thule, i inloppet till Gåsefjärden.

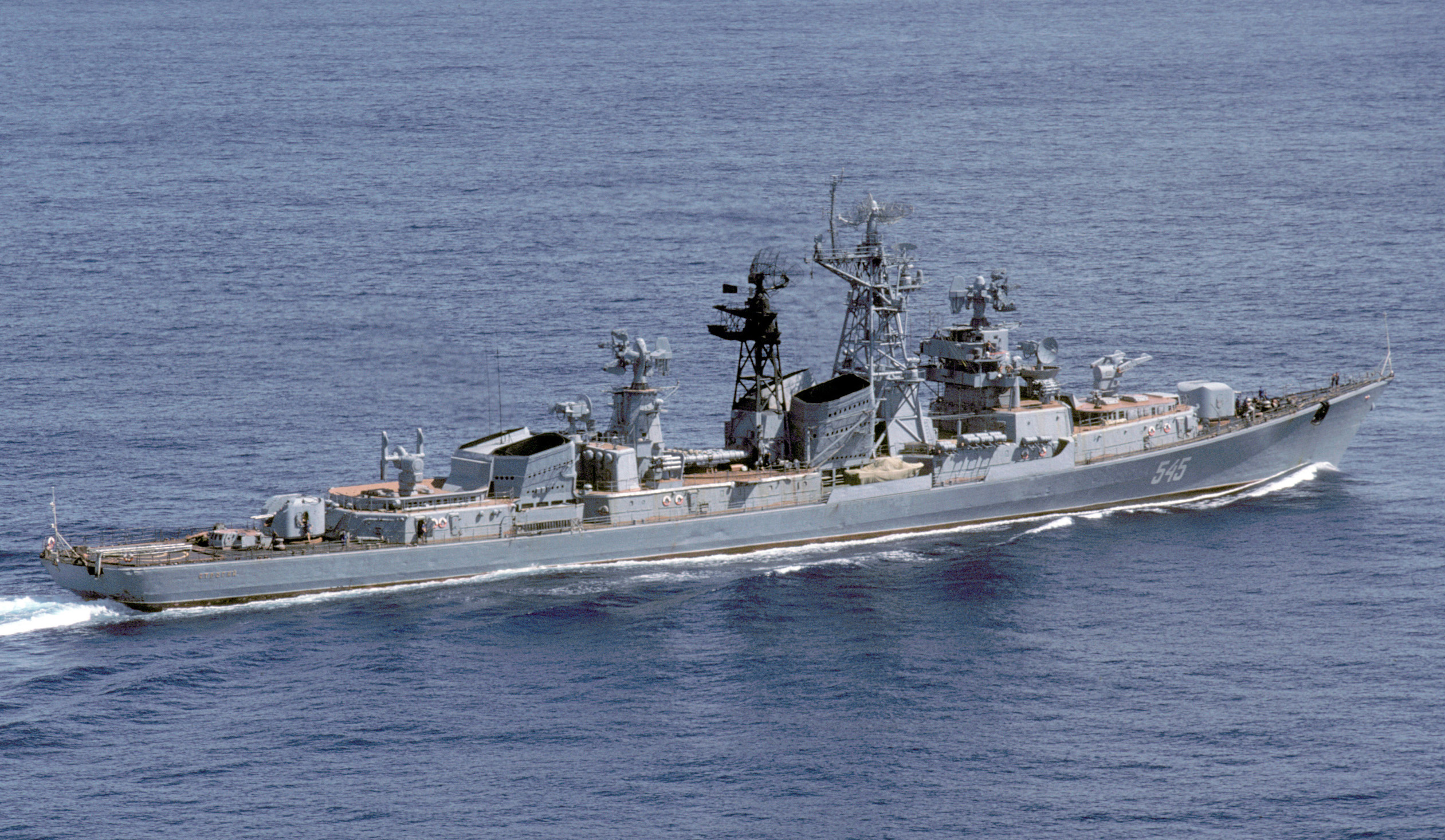
En sovjetisk jagare av typ Kasjin.

Ett antal sovjetiska örlogsfartyg ankom under kvällen och ankrade strax utanför svenskt territorialvatten. Styrkan omfattades så småningom av ett tiotal fartyg och stod under befäl av amiral Kalinin på jagaren Obraztsovyj. Dessutom ingick en jagare typ Kildin, två robotkorvetter typ Nanutchka och en fregatt typ Riga. För att demonstrera styrkans sårbarhet kryssade ubåten Neptun i undervattensläge mellan de förankrade fartygen med en tänd strålkastare. Sverige krävde att få förhöra U 137:s befälhavare. Vid ungefär samma tidpunkt kom beskedet från sovjetiska ambassaden att Sovjet drog tillbaka sitt krav på att själva få bärga ubåten.

### Radioaktivt material ombord
På torsdagen ankom två experter från Försvarets forskningsanstalt (FOA) till Karlskrona för att utföra en rutinundersökning. Man förväntade sig inte att ubåten var kärnvapenbestyckad, men då experterna närmade sig dess förskepp ombord på en båt utrustad med en detektor för gammastrålning gav denna utslag. Då besättningen i ubåtens torn börjat skrika och vifta med sina automatvapen beslutade sig FOA-männen för att avbryta sin undersökning. Tullkryssaren Tv 103 utrustades nu med detektorer för dels gammastrålning, dels neutronstrålning som doldes under däck. Den förtöjde sedan vid ubåten för noggrannare mätningar. På kvällen meddelades regeringen att det med stor sannolikhet fanns uran i form av isotopen 238U ombord, vilket skärpte läget ytterligare.

### Diplomati på hög nivå
Fredagen den 30 oktober började ett diplomatiskt spel på högsta nivå. Sovjetunionen höll fast vid att svenskarna inte fick förhöra kaptenen. Lite senare under dagen gjorde man en eftergift; ubåtskaptenen fick frågas ut under förutsättning att två av Sovjets diplomater får närvara. Detta gick Sverige med på. Ubåtskaptenen vägrade dock lämna sitt fartyg med mindre än att han fick order från sin hemmabas om detta. Den 31 oktober fortsatte nervkriget, men Sverige hade helt klart övertaget. Vid det här laget visste Moskva att svenskarna visste det mesta om U 137. Nu kom en ursäkt från Sovjet, direkt från dess regering till den svenska regeringen. Vid själva ubåten var stämningen tryckt; en svensk isbrytare blockerade inloppet till Gåsefjärden och inne i ubåten var det kallt. Telegrafisten ombord fick jobba dygnet runt för att förmedla och ta emot meddelanden från Moskva.
På måndagen lade sig en av kustbevakningens båtar vid ubåten. Den sovjetiska bevakningen tog ingen större notis om detta, de trodde förmodligen att det rörde sig om en vanlig kustbevakningsbåt, men den var invändigt helt ombyggd och hade fått installerat utrustning för att kunna mäta eventuell radioaktivitet och därmed avgöra om U 137 var kärnvapenbestyckad eller ej. Efter mätningarna är experterna tvärsäkra: Det fanns uran i form av isotopen 238U ombord. (238U är ej klyvbart, men används som mantel omkring en kärnladdning av plutonium eller 235U.) Larmet gick omedelbart hos militärledningen och regeringen. Kabinettssekreteraren Leif Leifland fick då i uppdrag av statsminister Torbjörn Fälldin att förbereda ett uttalande.
Samma dag vid 13:30-tiden klev kapten Gusjtjin ombord på torpedbåten Västervik, där förhöret skulle hållas. Man förhörde kaptenen i sex timmar. Bland dem som deltog fanns kommendörkaptenerna Karl Andersson och Emil Svensson, den senare var även chef för marinens analysgrupp, även svenska ubåtsexperter och några män från Säpo deltog. Gusjtjin hade sällskap av den politiske officeren (politruken) Besedin från ubåten och de två diplomaterna. Kaptenen vidhöll att han navigerat fel och att de trodde att de befann sig utanför Polens kust. Karl Andersson påpekade att bravaden med att lyckas navigera så fel närmast vore något för Guinness Rekordbok, varpå Emil Svensson skrattade till och frågade om det är så här den sovjetiska flottan brukar navigera. Förhören gav i stort sett inget nytt. Vid ett tillfälle korrigerade den sovjetiske diplomaten kaptenen Gusjtjins utsaga om hur många navigeringssystem som fanns ombord. Vad Sovjet alltjämt skyllde på var den trasiga gyrokompassen. Under de svensk-ryska samtalen i början av 1990-talet framkom dock att denna fungerade som den skulle, och då skyllde man istället på befälens inkompetens. De sovjetiska officerarna var ursinniga över de metoder som användes vid utfrågningen och ännu argare över att TV och press fick bevittna när de steg ombord på den helikopter som skulle föra kaptenen tillbaka till U 137. De ansåg att de blev utskämda inför hela världen och krävde att alla vidare utfrågningar skulle hållas ombord på ubåten.

### Ubåten dras loss
På eftermiddagen sände ubåtsbesättningen upp nödraketer då båten höll på att slås sönder i den hårda sjön. Den svenska militären meddelade att bärgningen hade påbörjats. Vid haveristen var dramatiken stor. Militären begärde, och fick, tillstånd från överbefälhavaren att dra loss ubåten från grundet. Då ubåten dragits loss omringades den av svenska örlogsfartyg. På tisdagen hade regeringen ett sammanträde där det bekräftades att ubåten bar på kärnvapen.
Vid halvfemtiden den 5 november meddelade statsminister Thorbjörn Fälldin pressen och svenska folket att det med stor sannolikhet fanns kärnvapen ombord på U 137. På fredagsmorgonen den 6 november lossades U 137:s förtöjningar. Ubåten eskorterades ut till den internationella sjögränsen av den svenska patrullbåten P159 Kaparen och kunde sedan bege sig hemåt. Cirka fem kilometer ut på internationellt vatten lämnades ubåten formellt över till den sovjetiske viceamiralen Alexej Kalinin på jagaren Obraztsovyj. Enligt planerna skulle kommendören Roderick Klintebo överlämna ubåten till chefen för den sovjetiska östersjöflottan  och få en skriftlig kvittens, men det var alldeles för grov sjö, och han fick nöja sig med att sköta överlämningen per radio. Som farväl meddelade den sovjetiske viceamiralen "Farväl, och på återseende".

## Nya uppgifter
I en intervju 2006 med båtens politiske officer, Vasilij Besedin, lämnades en delvis ny bild. Båten hade två fungerande navigationssystem, en mycket välutbildad besättning och befälhavaren Gusjtjin tillhörde de främsta. Dessutom fanns stabschefen Josef Avsukjevitj ombord för att ge ”råd i farliga situationer”. Besedins förklaring till händelsen är att styrmannen gjorde fel i sina beräkningar och hamnade i ett helt annat område än vad man trodde.
Besedin bekräftade även att man hade kärnvapen ombord och att man från sovjetisk sida var beredd att spränga ubåten vid en eventuell stormning. Efter att Besedins nya bok hade kommit ut år 2009 sa Karl Andersson att "sprängningen är ett missförstånd" och att man inte skulle offra besättningen för att göra ubåten obrukbar utan istället förstöra propelleraxeln och ventiler. Besedin var officer i den militära underrättelsetjänsten GRU och inte alls utbildad på ubåt. Han fick bara meningslösa uppgifter efter grundstötningen. Om en order om sprängning kom fanns det enligt Besedin två alternativ. Antingen kunde man spränga kärnvapentorpederna där de fanns i förliga torpedrummet eller skjuta ut dem oaktiverade och sedan spränga fartyget. Enligt Besedin valdes det senare alternativet. Torpederna skulle ha hamnat en bit från båten, men inte ställt till någon större skada.
Uppgifter som kom fram i media 2006 var att svensk militär hade utarbetat en detaljerad plan över hur ubåten skulle intas. En anfallsstyrka på 24 kustjägarbefäl skulle ta besättningen till fånga och överlämna den till polis samtidigt som ubåten skulle bogseras till Karlskrona. Planen sattes aldrig i verket.
Andrebefälet, Vasilij Besedin, hävdar i sin bok Inifrån U137 (2009) att ubåtens radarutrustning skadades i samband med att man fastnade i en trål utanför Bornholm. Man ska ha försökt att reparera skadan vid ett uppehåll i Świnoujście i Polen, men utan att lyckas. I stället fick man förlita sig på annan och mindre precis navigationsutrustning, vilket var skälet till att man gick på grund.

## Teorier

### Spionuppdrag
- U 137 kan inte ha gått i övervattensläge in mot Karlskrona skärgård, eftersom ubåten då skulle ha upptäckts av de helikoptrar som måste se till att det inte fanns några obehöriga fartyg inom skjutområdet eller däromkring. Enligt U 137:s loggbok intogs ytläge kort före grundstötningen.
- Sista kursändringen före ingående i Gåsefjärden skedde på en punkt som kan bestämmas exakt genom att fyrarna Flöjten och Flundrebådan ligger ens, samtidigt som ljuset från fyren Utlängan övergår från röd till grön sektor.  [20]
- Befälhavaren och sekonden förhördes var för sig. De lämnade då olika uppgifter om var U 137 egentligen förmodades befinna sig vid grundstötningen. Skillnaden var 50 distansminuter (drygt 90 km). Om detta var riktigt borde den viktigaste uppgiften vara att fastställa det verkliga läget, inte segla omkring i mörka natten utan utkik.[21]
- U 137 (S-363) var utrustad med fyra navigeringssystem. Dessa fyra var Decca-anläggning, gyrokompass, ekolod och radiopejl. Det är inte sannolikt att alla fyra utrustningar var ur funktion.
- För att komma in till grundstötningsplatsen krävs två medvetna kursändringar samt uppstigning till övervattensläge för att undvika grundstötning. Det är osannolikt att lyckas navigera fel men ändå rätt och komma långt in på svenskt territorialvatten samt militärt skyddsområde.
- U 137 var helt enligt med sovjetrysk operationsmönster det vill säga att inhämta information, landsätta och hämta agenter, placera ut utrustning med mera. Detta var vanligt under andra världskriget då agenter landsattes från ubåtar i finska och baltiska vatten. Under kriget rapporterades det från Finland att sovjetiska ubåtar gick i mycket grunda vatten eller vatten där det ansågs omöjligt (vattendjup mindre än tio meter).
- De öronvittnen som säger att de uppfattade motorljud kan mycket väl ha hört fartyg som deltog i den svenska marinens övning, som pågick dagarna före U 137:s grundstötning. Att fartyget gick i så hög hastighet är inte heller underligt, om man betänker att de följde en militär farled, utmärkt med vita stenar. Detta förklarar också övervattensläget. I den dåliga sikt som rådde ville kaptenen inte lita till sikten från periskopet enbart. Att fartyget gick på grund med blåsta ballasttankar berodde på att kaptenen visste att området var grunt och därför ville ha ett så litet djupgående som möjligt.
- Det finns flera olika teorier om varför U 137 var inne i Gåsefjärden. Ubåten skulle kontrollera de militära installationer, till exempel mineringen, som fanns i och omkring Gåsefjärden.
- Ubåtens kapten gjorde en form av examensprov. Denna teori stöds av det faktum att stabskommendör Avsukjevitj, en högt uppsatt marinofficer, var närvarande. Prov av detta slag var en förutsättning för befordran i de sovjetiska militära styrkorna.
- Ubåten provade ut ett nytt system för tröghetsnavigering. Besättningen talade till en början om ett system för tröghetsnavigering, men förnekade det helt sedan. Den tidigare nämnde stabskommendören Avsukjevitj presenterade sig som navigationsexpert.
- Ubåten skulle avlyssna de svenska torpedproven som skulle påbörjas samma dag som ubåten påträffades.
- Då Karl Andersson kom fram till ubåten första gången ombads en besättningsman hämta ett sjökort. Han kom då tillbaka med ett mycket detaljerat sjökort över området. Befälet upptäckte snabbt misstaget och skickade besättningsmannen att hämta ett betydligt mindre detaljerat sjökort över hela södra Östersjön. Ryssarna förnekade sedan all kännedom om det detaljerade sjökortet.[22]

### Felnavigering
- Sju av varandra oberoende öronvittnen på Sturkö och Aspö har uppgett att de hörde ubåten redan före grundstötningen. Ljudet av dånande motorer hördes förflytta sig för att vid åttatiden på kvällen stanna i riktning mot Gåsefjärden. Ljuden återkom senare under kvällen och natten. Uppgifterna tyder på att ubåten gick med mullrande dieselmotorer trots att den var utrustad med tysta elmotorer.
- Ubåten gick på grund i övervattensläge. Karl Andersson uppger att han bedömde att farten måste ha varit minst åtta knop, samma hastighet som fartygets loggbok anger. Det är en hög fart för ett sådant fartyg i skärgårdsmiljö. Däremot är det en lagom marschfart ute till havs.
- Gåsefjärden har ett maximalt djup på nio meter. Ubåtens totala höjd är tretton meter. Ubåten har som lägst ett djupgående på 4,6 meter. Det skulle inte vara möjligt för ubåten att ta sig vidare från Gåsefjärden till andra områden i skärgården utan att återvända samma väg som den kom, då sunden till andra delar av skärgården inte är djupare än tre meter. Den skulle heller inte kunna gömma sig i fjärden utan att fyra meter av tornet stack upp.
- På morgonen och förmiddagen den 28 oktober spanade sovjetiska flygplan i ett område öster om Bornholm, 120 kilometer söder om Karlskrona, efter ubåten. Försvarets radioanstalt (FRA) avlyssnade trafiken och fick veta att det meddelats till flygplanen att ubåtens senast rapporterade position var i ett läge 20 nautiska mil öster om Bornholm. Detta läge är exakt en latitudgrad från det läge som för klockan 21:00 svensk tid 27 oktober skrevs in i ubåtens loggbok. Detta kan tolkas som att ubåten klockan 21:00 trodde sig vara längre söderut än vad man var. Å andra sidan har man i ubåtens loggbok för tidpunkten en timme efter grundstötningen skrivit in en i stort sett korrekt positionsuppgift.[23]
- Varför ta med sig kärnvapen på ett spionuppdrag? Kan förklaras av att kärnvapen ingick i den normala utrustningen man alltid förde med sig.

## Övrigt

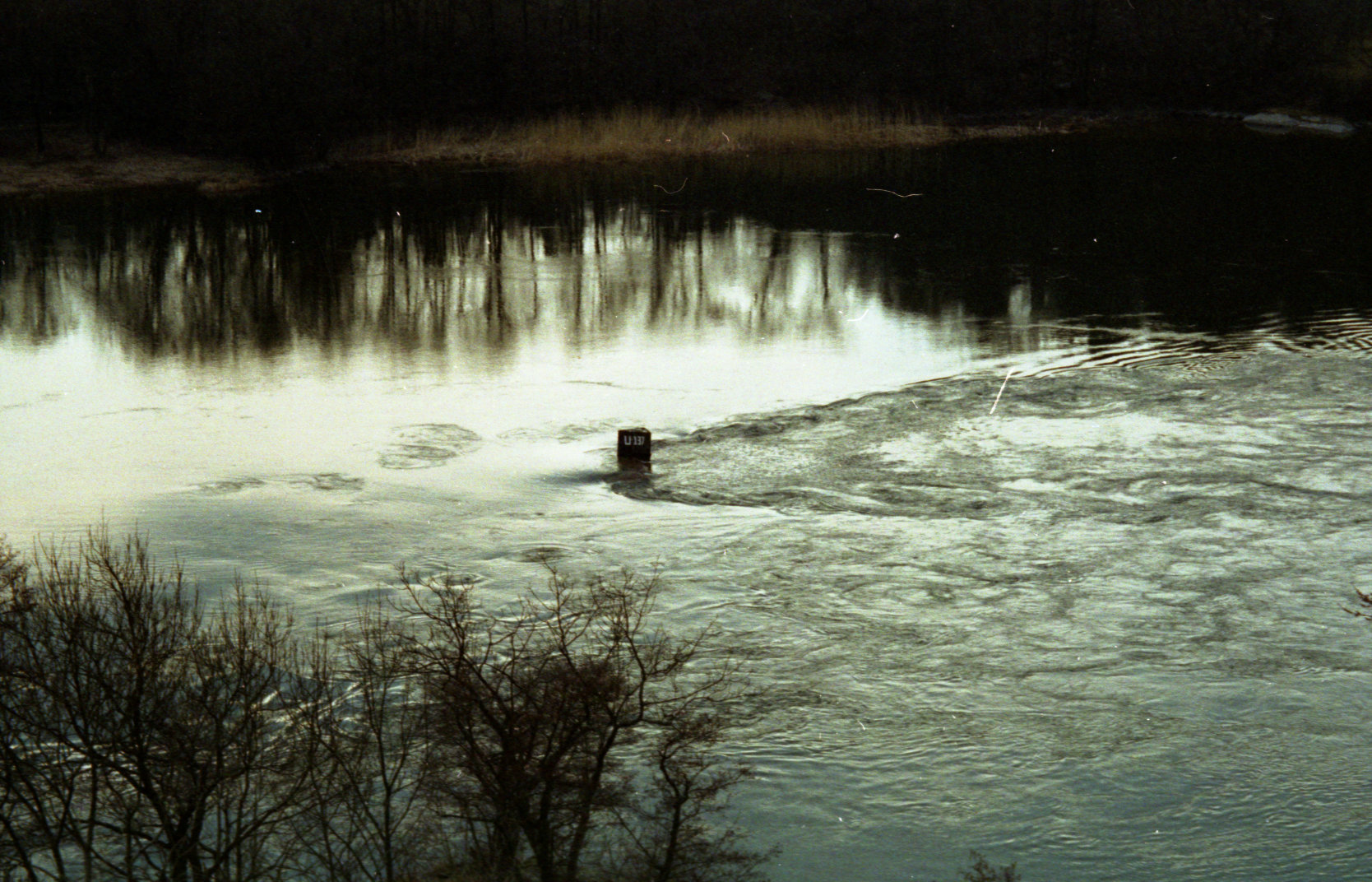
Betongfundament i Nordre älv som målats med U137

- Denna händelse brukar kallas Whiskey on the Rocks och ubåten kallades efter grundstötningen på ryska Sjvedskij Komsomolets (Svenska Komsomolets).
- Några månader efter händelsen blev Karl Andersson uppringd av en producent på brittiska BBC som förklarade att de vill ha honom som teknisk rådgivare vid den dramadokumentär som skulle göras om händelsen. Roger Moore skulle spela Kommendörkapten Karl Andersson; dock så bröt Falklandskriget ut och det hela hamnade i soptunnan.[24]
- Ett betongfundament på ett grund i Nordre älv i Kungälv har målats med U137 eftersom det har vissa likheter med en ubåt.
- U238 har använts till många andra applikationer än som en tamper i kärnladdningar. Ett exempel är dess höga densitet lämpar sig väl för att exakt balansera olika farkoster.

## Personer
- Anatolij Gusjtjin, kapten av tredje graden, fartygschef för U 137 (S-363), utbildad vid Högre utbåtsskolan i Leningrad. Tog examen 1977, fick befäl över U 137 i februari 1981 som då yngste befälhavare i hela ubåtsbrigaden.[1]
- Josif Avrukjevitj, stabschef, med ombord eftersom Gusjtjin inte hade erfarenhet av navigering som självständig fartygschef. Fick tillsammans med Gusjtjin hård kritik i den sovjetiska utredningen för felnavigeringen.[1]
- Vasilij Besedin, kaptenslöjtnant, fartygschefens ställföreträdare och politisk officer ombord. Fick bara meningslösa uppgifter efter grundstötningen.[1]
- Karl Andersson, kommendörkapten, stabschef på örlogsbasen
- Roderick Klintebo, kommendör
- Lennart Ljung, överbefälhavare
- Michail Jakovlev, Sovjetunionens ambassadör i Stockholm
- Carl de Geer, ambassadör i Moskva, mottog Sovjetunionens tack och beklagande 11 november, men också kritik för att Sverige förvrängt fakta om att kränkningen varit avsiktlig.
- Lars-Erik de Geer och Lars Beckman, experter på FOA
- Torsten Gustafsson, försvarsminister
- Thorbjörn Fälldin, statsminister
- Ola Ullsten, utrikesminister
- Leonid Brezjnev, generalsekreterare i Sovjetunionens kommunistiska parti
- Leif Leifland, kabinettssekreterare
- John Törneryd, befäl, Hamnkapten i Karlshamn
- Ulf Jansson, befäl,  hamnmästare i Karlshamn

## Tvist om bärgarlön
Svenska Marinen drog loss och bogserade bort U 137, varvid anlitades en bogserbåt tillhörig Karlshamns kommun. Sedan kommunen krävt bärgarlön av staten, har från statens sida invänts att bogserbåtens insats visserligen utgjorde en bärgningsoperation men inte berättigade till bärgarlön, eftersom marinens huvudsyfte med ingripandet var att undersöka och slutligen avvisa ubåten.
Kommunens talan bifölls av Högsta domstolen under uttrycklig hänvisning till sjölagens regler om att uppmuntra till bärgning enligt 16 kap. 6 § i sjölagen.